# Oleksandrivka, Hola Prîstan
Oleksandrivka (în ucraineană Олександрівка) este localitatea de reședință a comunei Krasnoznameanka din raionul Hola Prîstan, regiunea Herson, Ucraina.

## Demografie
Componența lingvistică a localității Oleksandrivka
     Ucraineană (86,34%)
     Rusă (12,73%)
     Alte limbi (0,62%)
Conform recensământului din 2001, majoritatea populației localității Oleksandrivka era vorbitoare de ucraineană (86,34%), existând în minoritate și vorbitori de rusă (12,73%).